# Division 1 2019-2020 (pallacanestro femminile)
Il campionato belga di pallacanestro femminile 2019-2020 è stato l'81º.
In seguito alla pandemia di COVID-19 il campionato si è interrotto alla fine della regular season ed è stato assegnato il titolo alla squadra prima classificata, il Castors Braine.

## Regolamento
Le squadre classificate dal primo all'ottavo posto al termine della regular season si qualificano ai play-off per l'assegnazione del titolo di campione del Belgio.
Le squadre classificate dal nono al dodicesimo posto disputano i play-out. Le ultime due retrocedono in seconda serie.

## Squadre partecipanti
Il campionato è costituito da 12 squadre. Retrocessa Rebond Ottignies in Landelijke 1 e BBC Jeugd Gentson che ha rinunciato ad iscriversi.
Le promosse sono Verviers-Pepinster e Phantoms Basket Boom.
- Castors Braine, detentore
- Sint-Katelijne-Waver, finalista
- Namur Capitale
- Kang. Mechelen
- Panthers Liegi
- Dynamite Deerlijk
- Spirou Ladies Charleroi
- Basket Lummen
- KBBC Upkot Sparta Laarne
- Antwerp Giants
- Verviers-Pepinster
- Phantoms Basket Boom

## Stagione regolare

### Classifica
|  | Pos. | Squadra                    | Pt. | G  | V  | P  | PtF  | PtS  | Dif. | DPsc |
|  | ---- | -------------------------- | --- | -- | -- | -- | ---- | ---- | ---- | ---- |
|  | 1.   | Mithra Castors Braine      | 42  | 22 | 20 | 2  | 1945 | 1315 | +630 |      |
|  | 2.   | Hema Sint-Katelijne-Waver  | 40  | 22 | 18 | 4  | 1576 | 1258 | +318 |      |
|  | 3.   | Phantoms Basket Boom       | 39  | 22 | 17 | 5  | 1699 | 1488 | +211 | +23  |
|  | 4.   | Belfius Namur Capitale     | 39  | 22 | 17 | 5  | 1653 | 1362 | +291 | -23  |
|  | 5.   | Kangoeroes Basket Mechelen | 37  | 22 | 15 | 7  | 1779 | 1463 | +316 |      |
|  | 6.   | Liège Panthers             | 36  | 22 | 14 | 8  | 1593 | 1437 | +156 |      |
|  | 7.   | Dynamite Deerlijk          | 31  | 22 | 9  | 13 | 1361 | 1527 | -166 |      |
|  | 8.   | Basket Lummen              | 28  | 22 | 6  | 16 | 1334 | 1643 | -309 |      |
|  | 9.   | Upkot Sparta Laarne        | 27  | 22 | 5  | 17 | 1401 | 1828 | -427 |      |
|  | 10.  | Spirou Ladies Charleroi    | 26  | 22 | 4  | 18 | 1289 | 1599 | -310 | +13  |
|  | 11.  | VOO Basket Pepinster       | 26  | 22 | 4  | 18 | 1292 | 1667 | -375 | -13  |
|  | 12.  | Antwerp Giants             | 25  | 22 | 3  | 19 | 1464 | 1799 | -335 |      |

Legenda:
       Campione del Belgio.
      Auto retrocessa in Landelijk 1
Note:
Tre punti a vittoria, uno a sconfitta.

### Risultati
|                           | ANT    | NAM   | CAS    | DEE   | SKW   | KAN   | LAA    | LIE   | LUM   | PHA    | SPI   | VER    |
| ------------------------- | ------ | ----- | ------ | ----- | ----- | ----- | ------ | ----- | ----- | ------ | ----- | ------ |
| Antwerp Giants            |        | 51-73 | 54-106 | 76-81 | 48-80 | 75-92 | 83-98  | 57-64 | 82-67 | 86-107 | 66-61 | 65-70  |
| Belfius Namur             | 87-64  |       | 59-74  | 76-71 | 74-55 | 70-60 | 84-50  | 90-68 | 80-43 | 60-76  | 90-70 | 73-45  |
| Castors Braine            | 102-63 | 75-66 |        | 94-65 | 81-52 | 73-60 | 102-52 | 65-57 | 89-56 | 99-71  | 88-36 | 101-66 |
| Deerlijk                  | 62-59  | 60-72 | 48-100 |       | 51-86 | 74-87 | 66-75  | 58-56 | 60-61 | 55-60  | 73-58 | 63-56  |
| Hema Sint-Katelijne-Waver | 84-65  | 67-44 | 83-76  | 71-39 |       | 67-63 | 85-58  | 66-57 | 71-40 | 70-62  | 79-44 | 68-28  |
| Kangoeroes Mechelen       | 92-62  | 69-71 | 74-71  | 80-47 | 68-52 |       | 92-58  | 94-90 | 90-62 | 73-81  | 77-51 | 96-57  |
| Laarne                    | 81-74  | 57-84 | 59-107 | 53-72 | 55-88 | 56-90 |        | 54-93 | 75-71 | 62-85  | 78-81 | 67-70  |
| Liege Panthers            | 90-79  | 61-75 | 71-72  | 57-51 | 74-79 | 71-69 | 100-60 |       | 71-62 | 74-58  | 85-60 | 72-64  |
| Lummen                    | 64-57  | 51-78 | 55-89  | 67-83 | 54-69 | 62-92 | 70-58  | 54-66 |       | 77-91  | 57-65 | 62-55  |
| Phantoms Boom             | 93-53  | 84-77 | 52-82  | 88-50 | 73-69 | 92-88 | 84-55  | 57-61 | 80-54 |        | 74-62 | 72-46  |
| Spirou Charleroi          | 73-61  | 58-83 | 52-94  | 47-65 | 51-54 | 61-82 | 64-69  | 55-77 | 67-68 | 63-82  |       | 59-44  |
| Basket Pepinster          | 72-84  | 53-87 | 64-105 | 48-67 | 53-81 | 60-91 | 83-71  | 58-78 | 75-77 | 72-77  | 53-51 |        |

## Verdetti
- Campione del Belgio:  Castors Braine (7º titolo)
Formazione:[3][4](1) Melissa Diawakana, (2) Nina Epis, (4) Mariona Ortiz, (6) Shaqwedia Wallace, (8) Celeste Trahan-Davis, (9) Delphine Muylaert, (10) Sarah Matthys, (12) Kourtney Treffers, (13) Manon Grzesinski, (14) Eglė Šikšniūtė, (22) Chantelle Handy, (23) Olesja Malašenko, (31) Maxuella Lisowa-Mbaka, (32) Rebecca Tobin. Allenatore: Frederic Dusart.
- Non ammessa alla stagione successiva:  Antwerp Giants
- Vincitrice Coppa del Belgio: finale rimandata alla stagione 2020-21[1]